# 黑項下眼鱨
黑項下眼鱨，為輻鰭魚綱鯰形目鱨科的其中一種，為熱帶淡水魚類，被IUCN列為瀕危保育類動物，分布於亞洲印度喀拉拉邦Chalakudy河流域，體長可達27公分，棲息在底層水域，生活習性不明，可做為觀賞魚。

## 扩展阅读
維基物種上的相關：黑項下眼鱨